# Comuna Temîrivka, Huleaipole
Temîrivka (în ucraineană Темирівка) este o comună în raionul Huleaipole, regiunea Zaporijjea, Ucraina, formată din satele Obratne și Temîrivka (reședința).

## Demografie
Componența lingvistică a comunei Temîrivka
     Ucraineană (90,53%)
     Rusă (8,85%)
     Alte limbi (0,31%)
Conform recensământului din 2001, majoritatea populației comunei Temîrivka era vorbitoare de ucraineană (90,53%), existând în minoritate și vorbitori de rusă (8,85%).